# Gabrje (gmina Dobrova-Polhov Gradec)
Gabrje – wieś w Słowenii, w gminie Dobrova-Polhov Gradec. W 2018 roku liczyła 457 mieszkańców.